# Ruisseau de la Saverette
Pour les articles homonymes, voir Bure.
Le ruisseau de la Saverette est une  rivière du sud de la France dans le département Haute-Garonne dans la région Occitanie c'est un affluent rive gauche du Touch donc un sous-affluent de la Garonne.

## Géographie
De 9,6 km de longueur, le ruisseau de la Saverette prend sa source sur la commune de Le Pin-Murelet, et se jette dans le Touch sur la commune de Labastide-Clermont.

## Département communes traversées
Dans le seul département de Haute-Garonne communes : Le Pin-Murelet, Lautignac, Savères, Labastide-Clermont.

## Principaux affluents
- Ruisseau de Lagassat : 2,6 km
- Ruisseau de Monsenac : 5,7 km